# Айриян, Александр Арсенович
Александр Арсенович Айриян (1920, Мерв — 2 сентября 1988) — советский хозяйственный, государственный и политический деятель.

#### Биография
Родился 25 декабря 1920  в г. Мары, Туркмения. Член КПСС с 1943 года.
С 1943 года — на хозяйственной, общественной и политической работе. В 1943—1972 гг. — инженер-механик, руководитель группы технического контроля, инженер-конструктор, начальник отдела, главный технолог, парторг ЦК ВКП(б) на машиностроительном заводе им. лейтенанта Шмидта, первый секретарь Кишлинского (Наримановского) райкома КП Азербайджана города Баку, заместитель главного инженера Управления машиностроения, заместитель начальника, главный инженер Управления снабжения и сбыта Совнархоза Азербайджанской ССР, главный инженер машиностроительного завода им. лейтенанта Шмидта, С 1972 г.  по 2 сентября 1988 г. министр лесной и деревообрабатывающей промышленности Азербайджанской ССР.
Избирался депутатом Верховного Совета Азербайджанской ССР 9-11-го созывов.
Жил и работал в Азербайджане. Умер 2 сентября 1988г.